# 洛拉厄
洛拉厄（法語：Lauraët）是法国热尔省的一个市镇，属于孔东区（Condom）蒙特雷阿县（Montréal）。该市镇总面积12.71平方公里，2009年时的人口为251人。

## 人口
洛拉厄人口变化图示